# Leichtathletik-Juniorenafrikameisterschaften 1994
Die 1. Leichtathletik-Juniorenafrikameisterschaften fanden vom 6. bis 8. Juli 1994 in der algerischen Hauptstadt Algier statt. Es war dies die erste Ausrichtung der Juniorenwettkämpfe auf afrikanischer Ebene und wurden vom Afrikanischen Leichtathletikverband (CAA) organisiert. Es wurden 40 Bewerbe ausgetragen, 21 für Männer und 19 für Frauen.

## Resultate

### Männer

#### 100 m
| Platz | Athlet          | Land | Zeit (s) |
| ----- | --------------- | ---- | -------- |
| 1     | Deji Aliu       | NGR  | 10,61    |
| 2     | Rudolph Louw    | RSA  | 10,87    |
| 3     | Etienne Roux    | RSA  | 10,89    |
| 4     | Yacine Djellil  | ALG  | 10,89    |
| 5     | Tesfaye Jenbere | ETH  | 11,17    |
| 6     | Jacques Sambou  | SEN  | 11,42    |
| 7     | Fethi Jedai     | ALG  | 11,66    |

Finale: 6. Juli

#### 200 m
| Platz | Athlet          | Land | Zeit (s) |
| ----- | --------------- | ---- | -------- |
| 1     | Deji Aliu       | NGR  | 21,34    |
| 2     | Jacques Sambou  | SEN  | 21,85    |
| 3     | Liod Kgopong    | RSA  | 21,92    |
| 4     | Yacine Djellil  | ALG  | 21,94    |
| 5     | Etienne Roux    | RSA  | 22,08    |
| 6     | Toufik Sekat    | ALG  | 22,93    |
| 7     | Wissam Bouaicha | TUN  | 23,22    |

Finale: 8. Juli
Wind: +3,5 m/s

#### 400 m
| Platz | Athlet             | Land | Zeit (s) |
| ----- | ------------------ | ---- | -------- |
| 1     | Riaan Dempers      | RSA  | 46,92    |
| 2     | Francis Obikwelu   | NGR  | 47,22    |
| 3     | Adem Hecini        | ALG  | 47,56    |
| 4     | Vincent van Rooyen | NAM  | 48,17    |
| 5     | Dirk Pretorius     | RSA  | 48,56    |
| 6     | Wilson Ogbeide     | NGR  | 48,73    |
| 7     | Bedasa Tafa        | KEN  | 48,81    |
| 8     | Getahun Workesa    | ETH  | 47,90    |

Finale: 7. Juli

#### 800 m
| Platz | Athlet            | Land | Zeit (min) |
| ----- | ----------------- | ---- | ---------- |
| 1     | Bekele Banbere    | ETH  | 1:48,43    |
| 2     | Elijah Maru       | KEN  | 1:48,63    |
| 3     | Mengesha Feyesa   | ETH  | 1:49,60    |
| 4     | Pieter van Tonder | RSA  | 1:49,65    |
| 5     | Clyde Colenso     | RSA  | 1:51,72    |
| 6     | Mohamed Kacemi    | MAR  | 1:52,39    |
| 7     | Rached Amor       | TUN  | 1:55,57    |

Finale: 7. Juli

#### 1500 m
| Platz | Athlet             | Land | Zeit (min) |
| ----- | ------------------ | ---- | ---------- |
| 1     | Philip Mosima      | KEN  | 3:44,52    |
| 2     | Ali Hakimi         | TUN  | 3:45,07    |
| 3     | Bekele Banbere     | ETH  | 3:46,50    |
| 4     | Tesfaye Roba       | ETH  | 3:47,13    |
| 5     | El-Hassan Lahssini | MAR  | 3:49,51    |
| 6     | Mustapha Riad      | MAR  | 3:54,36    |
| 7     | Houari Bouregba    | ALG  | 3:57,73    |
| 8     | Djabir Saïd-Guerni | ALG  | 3:59,00    |

8. Juli

#### 5000 m
| Platz | Athlet            | Land | Zeit (min) |
| ----- | ----------------- | ---- | ---------- |
| 1     | Daniel Komen      | KEN  | 13:31,10   |
| 2     | Habte Jifar       | ETH  | 13:53,36   |
| 3     | Mohammed Amyn     | MAR  | 13:54,36   |
| 4     | Salah el-Ghazi    | MAR  | 13:54,46   |
| 5     | Tekalegne Shewaye | ETH  | 14:22,01   |
| 6     | Hedi Khalfallah   | TUN  | 14:31,26   |
| 7     | Mehdi Khelifi     | TUN  | 14:38,26   |
| 8     | Nabil Jadi        | ALG  | 15:03,17   |

8. Juli

#### 10.000 m
| Platz | Athlet             | Land | Zeit (min) |
| ----- | ------------------ | ---- | ---------- |
| 1     | Habte Jifar        | ETH  | 30:06,35   |
| 2     | Tekalegne Shewaye  | ETH  | 30:06,76   |
| 3     | Abdellah Maaraf    | MAR  | 30:24,29   |
| 4     | Aziz Driouche      | TUN  | 30:33,09   |
| 5     | Mohamed Bouguerra  | TUN  | 30:53,35   |
| 6     | Moses Maasdorp     | NAM  | 31:31,80   |
| 7     | Youssouf Diallo    | MLI  | 31:43,92   |
| 8     | Berthold Karumendu | NAM  | 32:59,4    |

6. Juli

#### 110 m Hürden
| Platz | Athlet           | Land | Zeit (s) |
| ----- | ---------------- | ---- | -------- |
| 1     | Amine Harchouche | ALG  | 14,73    |
| 2     | Samir Bouabcha   | ALG  | 15,55    |

7. Juli

Wind: +2,2 m/s

#### 400 m Hürden
| Platz | Athlet                | Land | Zeit (s) |
| ----- | --------------------- | ---- | -------- |
| 1     | Amine Harchouche      | ALG  | 52,77    |
| 2     | Jaco Jonker           | RSA  | 52,92    |
| 3     | Faycal Kacemi         | MAR  | 53,54    |
| 4     | Pieter van Vuuren     | NAM  | 54,98    |
| 5     | Mohamed Lamine Hamdli | ALG  | 58,34    |

8. Juli

#### 3000 m Hindernis
| Platz | Athlet              | Land | Zeit (min) |
| ----- | ------------------- | ---- | ---------- |
| 1     | Irba Lakhal         | MAR  | 8:36,08    |
| 2     | Paul Chemase        | KEN  | 8:36,81    |
| 3     | Lemma Alemayehu     | ETH  | 8:43,67    |
| 4     | Ahmed Ould Bouchiba | ALG  | 9:18,00    |
| 5     | Malek Annane        | ALG  | 9:22,56    |

7. Juli

#### 4 × 100 m Staffel
| Platz | Land      | Athleten                                                   | Zeit (s) |
| ----- | --------- | ---------------------------------------------------------- | -------- |
| 1     | Südafrika | Etienne Roux Dirk Pretorius Rudolph Louw Riaan Dempers     | 41,12    |
| 2     | Gambia    | Yacine Djellil Fethi Jedai Toufik Sekat Djabir Saïd-Guerni | 41,58    |
| 3     | Namibia   | Elroy Diegaart V. Rugen T. Adwinga Stephan Louw            | 41,63    |
| 4     | Marokko   |                                                            | 43,52    |
| 5     | Nigeria   |                                                            | 43,52    |

8. Juli

#### 4 × 400 m Staffel
| Platz | Land      | Athleten                                                            | Zeit (min) |
| ----- | --------- | ------------------------------------------------------------------- | ---------- |
| 1     | Südafrika | Liod Kgopong Pieter van Tonder Dirk Pretorius Riaan Dempers         | 3:09,66    |
| 2     | Nigeria   | Kunle Adejuyigbe Wilson Ogbeide Francis Obikwelu Sylvester Omodiale | 3:10,37    |
| 3     | Algerien  | Adem Hecini Amine Harchouche Mohamed-Lami Naamane Yacine Djellil    | 3:14,65    |
| 4     | Äthiopien |                                                                     | 3:16,13    |
| 5     | Namibia   |                                                                     | 3:20,48    |
| 6     | Marokko   |                                                                     | 3:26,35    |
| 7     | Tunesien  |                                                                     | 3:30,31    |

8. Juli

#### Hochsprung
| Platz | Athlet               | Land | Höhe (m) |
| ----- | -------------------- | ---- | -------- |
| 1     | Younès Moudrik       | MAR  | 2,12     |
| 2     | Abderahmane Hammad   | ALG  | 2,09     |
| 3     | Hassan Darwish       | EGY  | 2,06     |
| 4     | Olubunmi Robin-Coker | SLE  | 2,03     |
| 5     | Olivier Sanou        | BFA  | 2,02     |
| 6     | Oumar Soulaké        | MLI  | 1,95     |
| 7     | Michael Ochurub      | NAM  | 1,90     |
| 7     | Christo Bronkhorst   | NAM  | 1,85     |

7. Juli

#### Stabhochsprung
| Platz | Athlet           | Land | Höhe (m) |
| ----- | ---------------- | ---- | -------- |
| 1     | Rafik Mefti      | ALG  | 4,50     |
| 2     | Mohamed Benyahia | ALG  | 4,40     |
| 3     | Mohamed Bédioui  | TUN  | 4,00     |

7. Juli

#### Weitsprung
| Platz | Athlet           | Land | Weite (m) |
| ----- | ---------------- | ---- | --------- |
| 1     | François Coetzee | RSA  | 7,54      |
| 2     | Nabil Adamou     | ALG  | 7,35      |
| 3     | Younès Moudrik   | MAR  | 7,31      |
| 4     | Elroy Diegaart   | NAM  | 7,22      |
| 5     | Stephan Louw     | NAM  | 7,17      |
| 6     | Téko Folligan    | TOG  | 7,04      |
| 7     | Djamel Smichet   | ALG  | 6,85      |
| 8     | Assama Ibrahim   | EGY  | 6,70      |

6. Juli

#### Dreisprung
| Platz | Athlet             | Land | Weite (m) |
| ----- | ------------------ | ---- | --------- |
| 1     | Nabil Adamou       | ALG  | 14,91     |
| 2     | Assama Ibrahim     | EGY  | 14,86     |
| 3     | Djamel Smichet     | ALG  | 14,78     |
| 4     | Olivier Sanou      | BFA  | 14,69     |
| 5     | Mehdi el-Ghazouani | MAR  | 14,48     |
| 6     | Ulrich Ockhuizen   | NAM  | 14,16     |
| 7     | Mohamed Lazaar     | MAR  | 14,15     |
| 8     | Salem Zarai        | TUN  | 13,73     |

7. Juli

#### Kugelstoßen
| Platz | Athlet               | Land | Weite (m) |
| ----- | -------------------- | ---- | --------- |
| 1     | Frantz Kruger        | RSA  | 14,17     |
| 2     | Walid Jamil Mustapha | EGY  | 13,95     |
| 3     | Hisham el-Achmawi    | EGY  | 13,26     |
| 4     | Bouna Diop           | SEN  | 12,54     |
| 5     | Adel Betkha          | ALG  | 12,15     |
| 6     | Abderrazak Yahiaoui  | ALG  | 12,04     |

6. Juli

#### Diskuswurf
| Platz | Athlet               | Land | Weite (m) |
| ----- | -------------------- | ---- | --------- |
| 1     | Frantz Kruger        | RSA  | 55,86     |
| 2     | Hisham el-Achmawi    | EGY  | 44,10     |
| 3     | Abderrazak Yahiaoui  | ALG  | 43,38     |
| 4     | Walid Jamil Mustapha | EGY  | 41,80     |
| 5     | Nabil Bekhli         | ALG  | 39,56     |

8. Juli

#### Hammerwurf
| Platz | Athlet                 | Land | Weite (m) |
| ----- | ---------------------- | ---- | --------- |
| 1     | Mohamed Karim Horchani | TUN  | 61,84     |
| 2     | Bounab Zaki            | ALG  | 51,08     |
| 3     | Samir Kacimi           | ALG  | 48,84     |

7. Juli

#### Speerwurf
| Platz | Athlet                    | Land | Weite (m) |
| ----- | ------------------------- | ---- | --------- |
| 1     | Marius Corbett            | RSA  | 74,42     |
| 2     | Chemseddine Bel Hadj Amor | TUN  | 59,12     |
| 3     | Fahem Bel Hadj Mabrouk    | TUN  | 57,74     |
| 4     | Bouna Diop                | SEN  | 54,64     |
| 5     | Abdel Hak Maafi           | ALG  | 53,90     |
| 6     | Adel Bentria              | ALG  | 52,84     |

7. Juli

#### Zehnkampf
| Platz | Athlet                 | Land | Punkte |
| ----- | ---------------------- | ---- | ------ |
| 1     | Donny Magnan           | SEY  | 6360   |
| 2     | Mohamed Halima Mansour | ALG  | 6222   |
| 3     | Mehdi Mekki            | TUN  | 5975   |
| 4     | Allel Behidj           | ALG  | 5614   |
| 5     | Khaled Ahmed           | EGY  | 5176   |

6./7. Juli

### Frauen

#### 100 m
| Platz | Athletin          | Land | Zeit (s) |
| ----- | ----------------- | ---- | -------- |
| 1     | Philomena Mensah  | GHA  | 11,47    |
| 2     | Heide Seyerling   | RSA  | 11,69    |
| 3     | Mercy Nku         | NGR  | 11,71    |
| 4     | Endurance Ojokolo | NGR  | 11,90    |
| 5     | Tamaryn Sawyer    | RSA  | 11,92    |
| 6     | Saliha Hammadi    | ALG  | 12,45    |
| 7     | Ahlam Allali      | ALG  | 12,59    |
|       | Seynabou N'diaye  | SEN  | 12,3     |

Finale: 6. Juli
Wind: −0,2 m/s

#### 200 m
| Platz | Athletin          | Land | Zeit (s) |
| ----- | ----------------- | ---- | -------- |
| 1     | Heide Seyerling   | RSA  | 23,59    |
| 2     | Philomena Mensah  | GHA  | 23,88    |
| 3     | Tamaryn Sawyer    | RSA  | 24,09    |
| 4     | Mercy Nku         | NGR  | 24,70    |
| 5     | Endurance Ojokolo | CIV  | 25,21    |
| 6     | Kaltouma Nadjina  | CHA  | 25,34    |
| 7     | Ola Buwaro        | GAM  | 24,86    |
| 8     | Nahida Touhami    | ALG  | 25,35    |

Finale: 8. Juli

#### 400 m
| Platz | Athletin           | Land | Zeit (s) |
| ----- | ------------------ | ---- | -------- |
| 1     | Olabisi Afolabi    | NGR  | 53,59    |
| 2     | Florence Ekpo-Umoh | NGR  | 54,25    |
| 3     | Yolande Venter     | RSA  | 55,00    |
| 4     | Mame Tacko Diouf   | SEN  | 57,19    |
| 5     | Ahlam Allali       | ALG  | 58,71    |
| 6     | Doreen Julie       | SEY  | 59,90    |

7. Juli

#### 800 m
| Platz | Athletin             | Land | Zeit (min) |
| ----- | -------------------- | ---- | ---------- |
| 1     | Marie-Louise Henning | RSA  | 2:05,82    |
| 2     | Kutre Dulecha        | ETH  | 2:07,79    |
| 3     | Shura Hotesa         | ETH  | 2:07,81    |
| 4     | Nawel Benhamoun      | MAR  | 2:11,79    |
| 5     | Hasna Benhassi       | MAR  | 2:14,72    |
| 6     | Samar Doui           | ALG  | 2:21,64    |
| 7     | Wassila Hellal       | ALG  | 2:23,19    |

7. Juli

#### 1500 m
| Platz | Athletin         | Land | Zeit (min) |
| ----- | ---------------- | ---- | ---------- |
| 1     | Sally Barsosio   | KEN  | 4:16,61    |
| 2     | Kutre Dulecha    | ETH  | 4:18,13    |
| 3     | Rose Cheruiyot   | KEN  | 4:22,38    |
| 4     | Shura Hotesa     | ETH  | 4:28,73    |
| 5     | Bouchra Benthami | MAR  | 4:30,28    |
| 6     | Kheira Arfa      | ALG  | 4:32,79    |
| 7     | Saliha Kacemi    | ALG  | 4:39,27    |
| 8     | Mercy Emmanuel   | NGR  | 4:48,99    |

8. Juli

#### 3000 m
| Platz | Athletin         | Land | Zeit (min) |
| ----- | ---------------- | ---- | ---------- |
| 1     | Sally Barsosio   | KEN  | 08:53,40   |
| 2     | Rose Cheruiyot   | KEN  | 09:04,80   |
| 3     | Birhan Dagne     | ETH  | 09:10,47   |
| 4     | Getenesh Tamirat | ETH  | 09:38,74   |
| 5     | Fatiha Klilech   | MAR  | 10:01,16   |
| 6     | Hind Chahid      | MAR  | 10:07,14   |

6. Juli

#### 10.000 m
| Platz | Athletin         | Land | Zeit (min) |
| ----- | ---------------- | ---- | ---------- |
| 1     | Birhan Dagne     | ETH  | 33:49,10   |
| 2     | Getenesh Tamirat | ETH  | 34:56,88   |
| 3     | Fatiha Klilech   | MAR  | 36:11,36   |

8. Juli

#### 5000 m Bahngehen
| Platz | Athletin        | Land | Zeit (min) |
| ----- | --------------- | ---- | ---------- |
| 1     | Yakobe Amsale   | ETH  | 24:11,45   |
| 2     | Nagwa Ibrahim   | EGY  | 25:28,03   |
| 3     | Nadia el-Aaouni | MAR  | 26:22,71   |
| 4     | Sonia Farjaoui  | TUN  | 26:47,70   |
| 5     | Mériem Bousaad  | ALG  | 26:51,36   |
| 6     | Fatiha Bouaziz  | ALG  | 27:17,41   |
| 7     | Latifa Hamdi    | TUN  | 27:28,91   |

7. Juli

#### 100 m Hürden
| Platz | Athletin            | Land | Zeit (s) |
| ----- | ------------------- | ---- | -------- |
| 1     | Adri van der Merwe  | RSA  | 13,95    |
| 2     | Nadine Fensham      | RSA  | 14,07    |
| 3     | Willa van Schalkwyk | NAM  | 15,12    |
| 4     | Leila Bouguerra     | ALG  | 15,52    |
| 5     | Hella Ezzaier       | TUN  | 15,71    |
| 6     | Sadjia Rouag        | ALG  | 16,46    |

7. Juli
Wind: −0,7 m/s

#### 400 m Hürden
| Platz | Athletin           | Land | Zeit (s) |
| ----- | ------------------ | ---- | -------- |
| 1     | Ronelle Ullrich    | RSA  | 59,62    |
| 2     | Amina Belkrochi    | MAR  | 60,24    |
| 3     | Adri van der Merwe | RSA  | 60,84    |
| 4     | Aldjia Hameg       | ALG  | 65,61    |
| 5     | Leila Bouguerra    | ALG  | 73,36    |

8. Juli

#### 4 × 100 m Staffel
| Platz | Land      | Athleten                                                       | Zeit (s) |
| ----- | --------- | -------------------------------------------------------------- | -------- |
| 1     | Nigeria   | Mercy Nku Endurance Ojokolo Olabisi Afolabi Florence Ekpo-Umoh | 46,15    |
| 2     | Südafrika | Tamaryn Sawyer Ronelle Ullrich Nadine Fensham Heide Seyerling  | 46,15    |
| 3     | Algerien  | Baya Rahouli Ahlam Allali Nahida Touhami Leila Kabouss         | 48,58    |

7. Juli

#### 4 × 400 m Staffel
| Platz | Land      | Athleten                                                               | Zeit (min) |
| ----- | --------- | ---------------------------------------------------------------------- | ---------- |
| 1     | Südafrika | Yolande Venter Marie-Louise Henning Ronelle Ullrich Adri van der Merwe | 3:45,25    |
| 2     | Nigeria   | Mercy Nku Endurance Ojokolo Olabisi Afolabi Florence Ekpo-Umoh         | 3:45,41    |
| 3     | Marokko   | Nawel Benhamoun Hasna Benhassi M. Klilech Amina Belkrochi              | 3:57,42    |
| 4     | Algerien  |                                                                        | 3:58,64    |

8. Juli

#### Hochsprung
| Platz | Athletin           | Land | Höhe (m) |
| ----- | ------------------ | ---- | -------- |
| 1     | Orla Venter        | NAM  | 1,68     |
| 2     | Irène Tiendrébéogo | BFA  | 1,65     |
| 3     | Annerie De Klerk   | NAM  | 1,60     |
| 4     | Erica Nioze        | SEY  | 1,60     |
| 5     | Rym Achour         | TUN  | 1,60     |
| 6     | Souad Bouchouika   | ALG  | 1,55     |
| 7     | Yasmine Bensalem   | ALG  | 1,50     |

8. Juli

#### Weitsprung
| Platz | Athletin          | Land | Weite (m) |
| ----- | ----------------- | ---- | --------- |
| 1     | Endurance Ojokolo | NGR  | 5,56      |
| 2     | Baya Rahouli      | RSA  | 5,41      |
| 3     | Salimata Sylla    | MLI  | 5,40      |
| 4     | Chantal Ouoba     | BFA  | 5,39      |
| 5     | Erica Nioze       | SEY  | 5,29      |
| 6     | Yasmine Bensalema | ALG  | 4,99      |
| 7     | Nabila Jaouhara   | MAR  | 4,90      |

7. Juli

#### Dreisprung
| Platz | Athletin      | Land | Weite (m) |
| ----- | ------------- | ---- | --------- |
| 1     | Baya Rahouli  | ALG  | 12,02     |
| 2     | Chantal Ouoba | BFA  | 11,96     |
| 3     | Radia Mellal  | ALG  | 11,15     |

6. Juli

#### Kugelstoßen
| Platz | Athletin      | Land | Weite (m) |
| ----- | ------------- | ---- | --------- |
| 1     | Iman Mahrous  | EGY  | 11,99     |
| 2     | Saadia Amloud | MAR  | 11,99     |
| 3     | Malika Hammou | ALG  | 11,03     |
| 4     | Karima Tenzer | ALG  | 10,70     |

#### Diskuswurf
| Platz | Athletin      | Land | Weite (m) |
| ----- | ------------- | ---- | --------- |
| 1     | Saadia Amloud | MAR  | 43,46     |
| 2     | Malika Hammou | ALG  | 34,20     |
| 3     | Nadia Saichi  | ALG  | 29,80     |
| 4     | Iman Mahrous  | EGY  | 28,14     |

18. April

#### Speerwurf
| Platz | Athletin                 | Land | Weite (m) |
| ----- | ------------------------ | ---- | --------- |
| 1     | Malika Hammou            | ALG  | 39,78     |
| 2     | Marie-Antoinette Marchal | BFA  | 37,26     |
| 3     | Aïda Sellam              | TUN  | 36,28     |
| 4     | Rachida Dahmani          | ALG  | 32,60     |

7. Juli

#### Siebenkampf
| Platz | Athletin                 | Land | Punkte |
| ----- | ------------------------ | ---- | ------ |
| 1     | Marie-Antoinette Marchal | BFA  | 4793   |
| 2     | Hamida Rahouli           | ALG  | 4235   |
| 3     | Sana Drid                | TUN  | 4232   |
| 4     | Saida Ahmani             | ALG  | 3241   |

7./8. Juli

## Abkürzungen
| - WR = Weltrekord - WJR = Juniorenweltrekord - OR = olympischer Rekord - YOR = olympischer Jugendrekord - AR = Kontinentalrekord - AJR = Juniorenkontinentalrekord - NR = nationaler Rekord - NJR = nationaler Juniorenrekord - CR = Meisterschaftsrekord - MR = Veranstaltungsrekord | - WB = Weltbestleistung - WJB = Juniorenweltbestleistung - WYB = Jugendweltbestleistung - AB = Kontinentbestleistung - AJB = Juniorenkontinentalbestleistung - AYB = Jugendkontinentalbestleistung - NB = nationale Bestleistung - NJR = nationale Juniorenbestleistung - NYB = nationale Jugendbestleistung | - PB = persönliche Bestleistung - SB = persönliche Saisonbestleistung - QB = Qualifikationsbestleistung - WL = Weltjahresbestleistung - WJL = Juniorenweltjahresbestleistung - WYL = Jugendweltjahresbestleistung - DSQ = disqualifiziert (engl. Disqualified) - DNS = Wettkampf nicht angetreten (engl. Did Not Start) - DNF = Wettkampf nicht beendet (engl. Did Not Finish) |

## Medaillenspiegel
| Platz  | Land         | Gold | Silber | Bronze | Gesamt |
| ------ | ------------ | ---- | ------ | ------ | ------ |
| 01     | Südafrika    | 12   | 5      | 5      | 22     |
| 02     | Algerien     | 6    | 10     | 9      | 25     |
| 03     | Nigeria      | 5    | 4      | 1      | 10     |
| 04     | Äthiopien    | 4    | 5      | 5      | 14     |
| 05     | Kenia        | 4    | 3      | 1      | 8      |
| 06     | Marokko      | 3    | 2      | 7      | 12     |
| 07     | Ägypten      | 1    | 4      | 2      | 7      |
| 08     | Burkina Faso | 1    | 3      | 0      | 4      |
| 09     | Tunesien     | 1    | 2      | 5      | 8      |
| 10     | Ghana        | 1    | 1      | 0      | 2      |
| 11     | Namibia      | 1    | 0      | 3      | 4      |
| 12     | Seychellen   | 1    | 0      | 0      | 1      |
| 13     | Senegal      | 0    | 1      | 0      | 1      |
| 14     | Mali         | 0    | 0      | 1      | 1      |
| Gesamt | Gesamt       | 40   | 40     | 39     | 119    |